# While the Children Sleep
While the Children Sleep is een Amerikaanse televisiefilm die op 16 september 2007 het eerst te zien was op de Amerikaanse zender Lifetime.

## Verhaal
Een gezin besluit een kinderoppas in huis te nemen om voor de kinderen te zorgen terwijl de ouders uit werken zijn. De jongedame, Abby, blijkt als kind mishandeld te zijn geweest en vat het plan op de plaats van de moeder in het gezin in te nemen. Daarbij zet ze in op het veroveren van de harten van de kinderen en het inpalmen van de vader. Als een collega van hem op een feestje avances maakt naar Abby vermoordt ze hem. Als de buurvrouw nattigheid begint te voelen vermoordt ze haar ook. Ten slotte probeert ze ook de moeder te vermoorden, maar die overleeft. Ten slotte knevelt Abby de vader en kinderen om opnieuw de moeder te doden, maar die slaagt erin Abby neer te steken.

## Rolverdeling
- Mariana Klaveno als Abigail Reed, de kinderoppas die bij het gezin Eastman komt inwonen.
- Gail O'Grady als Meghan Eastman, de moeder.
- William R. Moses als Carter Eastman, de vader.
- Madison Davenport als Casey Eastman, de zevenjarige dochter.
- Tristan Lake Leabu als Max Eastman, de vijfjarige zoon.
- Stacy Haiduk als Shawna Pierson, Meghans vriendin en collega.
- Joanne Baron als Mel Olson, de buurvrouw.
- Alan Blumenfeld als Del Olson, de buurman.
- Thomas Curtis als Tom Olson, de vijftienjarige buurjongen.
- Jon Lindstrom als Tate Walker, Carters collega.